# Selenaria maculata
Selenaria maculata är en mossdjursart som först beskrevs av Busk 1852.  Selenaria maculata ingår i släktet Selenaria och familjen Selenariidae. Inga underarter finns listade i Catalogue of Life.